# علی‌خانلی
علی‌خانلی (به لاتین: Alxanlı) یک منطقهٔ مسکونی در جمهوری آذربایجان است که در شهرستان فضولی واقع شده‌است.

## جمعیت
علی‌خانلی ۲٬۱۳۹ نفر جمعیت دارد.